# Vitória do Mearim
Vitória do Mearim – miasto i gmina w Brazylii leżące w stanie Maranhão. Gmina zajmuje powierzchnię 716,719 km². Według danych szacunkowych w 2016 roku miasto liczyło 32 161 mieszkańców. Położone jest około 400 km na południowy zachód od stolicy stanu, miasta São Luís, oraz około 1800 km na północ od Brasílii, stolicy kraju. 
W 2014 roku wśród mieszkańców gminy PKB per capita wynosił 18 235,13 reais brazylijskich.